# Pseudecheneis
Pseudecheneis es un género de peces de la familia Sisoridae. En 1930 Blyth describió el género.
Las especies de Pseudecheneis son peces que prefieren vivir en aguas que se mueven rápidamente, principalmente en la desembocadura de los grandes ríos en el sur y el sureste de Asia. Se encuentran en la parte alta de los ríos de toda la región subhimalaya e Indochina. Se distribuyen en los drenajes del norte de la India y Nepal, en los ríos Ganges y Brahmaputra y hacia el este de las montañas Ailao a lo largo de la cuenca alta del río Rojo de Vietnam y la cordillera Annamita. P. maurus representa el primer registro del género en los ríos de la cara este de esta cordillera.

## Especies
Esta es la lista de especies que lo componen:
- Pseudecheneis brachyurus W. Zhou, X. Li & Y. Yang, 2008[5]
- Pseudecheneis crassicauda H. H. Ng & Edds, 2005[1]
- Pseudecheneis eddsi H. H. Ng, 2006[2]
- Pseudecheneis gracilis W. Zhou, X. Li & Y. Yang, 2008[5]
- Pseudecheneis immaculata X. L. Chu, 1982
- Pseudecheneis koladynae Anganthoibi & Vishwanath, 2010[6]
- Pseudecheneis longipectoralis W. Zhou, X. Li & Y. Yang, 2008[5]
- Pseudecheneis maurus H. H. Ng & H. H. Tan, 2007[7]
- Pseudecheneis paucipunctatus W. Zhou, X. Li & Y. Yang, 2008[5]
- Pseudecheneis paviei Vaillant, 1892
- Pseudecheneis serracula H. H. Ng & Edds, 2005[1]
- Pseudecheneis sirenica Vishwanath & Darshan, 2007[8]
- Pseudecheneis stenura H. H. Ng, 2006[2]
- Pseudecheneis sulcata (McClelland, 1842)[2] (Sucker throat catfish)
- Pseudecheneis sulcatoides W. Zhou & X. L. Chu, 1992
- Pseudecheneis suppaetula H. H. Ng, 2006[9]
- Pseudecheneis sympelvica T. R. Roberts, 1998
- Pseudecheneis tchangi (Hora, 1937)[2]
- Pseudecheneis ukhrulensis Vishwanath & Darshan, 2007[8]